# Marsdenia oculata
Marsdenia oculata är en oleanderväxtart som beskrevs av Rudolf Schlechter. Marsdenia oculata ingår i släktet Marsdenia och familjen oleanderväxter. Inga underarter finns listade i Catalogue of Life.